# Abyssomyces
Abyssomyces är ett släkte av svampar. Abyssomyces ingår i divisionen sporsäcksvampar och riket svampar.